# フィリンデウ

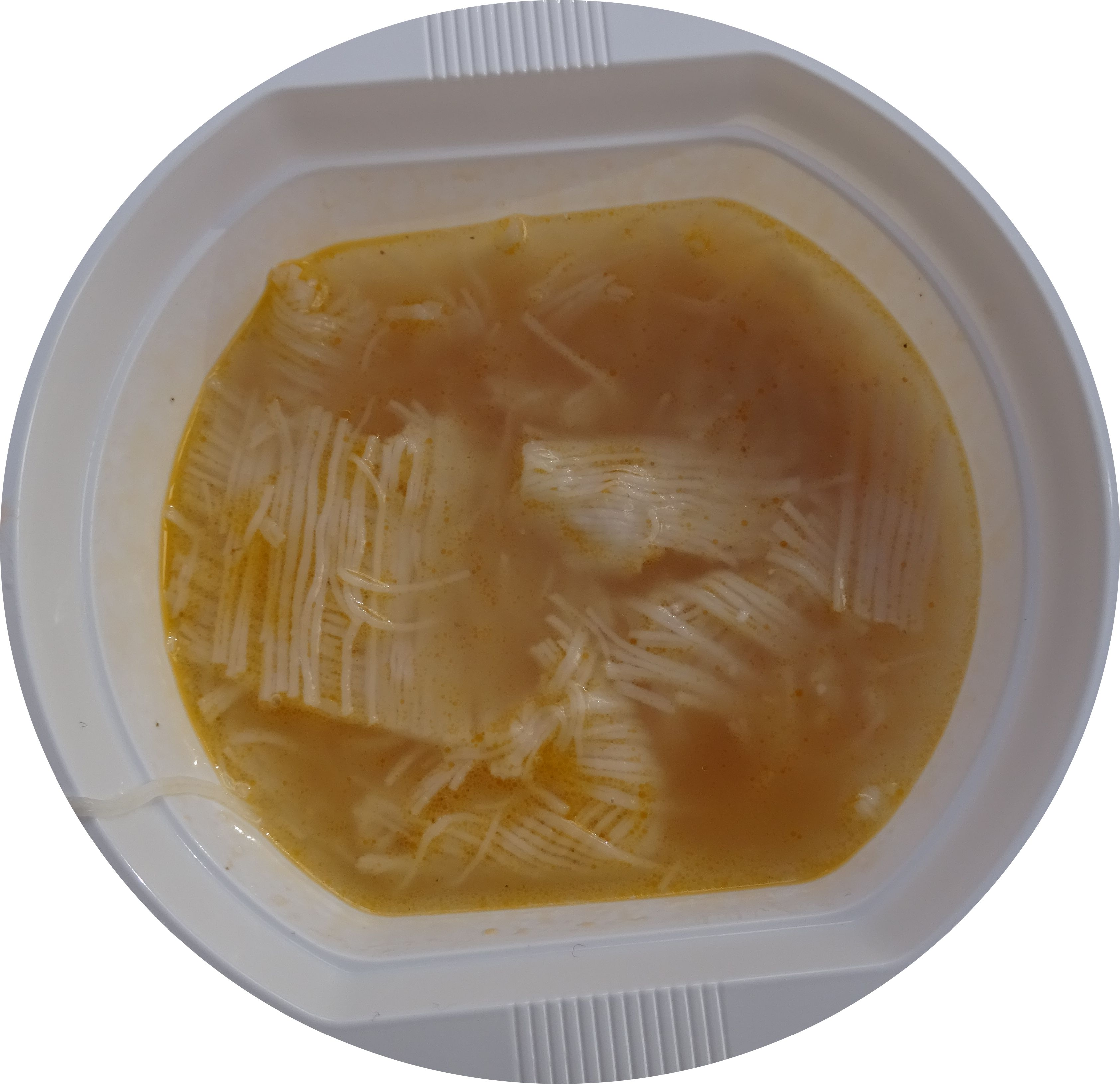
フィリンデウのスープ

フィリンデウ(Filindeu)は、サルディーニャ州のバルバージャ原産の珍しいパスタである。セモリナ粉の生地を引っ張って非常に薄く折り畳み、funduと呼ばれるトレーの上に3層に重ねて乾燥させ、織物のようなシート状にする。乾燥したシートを砕いて、ペコリーノ・サルドとともにマトンのスープに入れる。フィリンデウは、「味の箱船」(Ark of Taste)に掲載されている。

## 歴史
17世紀、ヌーオロの盗賊が、自身への全ての嫌疑が晴れたことへの奉納として、ルーラにアッシジのフランチェスコを祀る教会を建てた。
それから数世紀の間、毎年5月1日と10月4日（聖フランチェスコの祝日）の夜に、巡礼者は、ヌーオロのロザリオの聖母教会から徒歩でこの教会を訪問した。数マイルを歩いた巡礼者に対し、修道院長はフィリンデウを入れたマトンのスープを提供した。
スープ用のパスタのレシピと手作りの作り方は、世代を超えてルーラの女性に受け継がれた。現在は、このパスタの作り方を知る女性は、わずか10人。である。